# ウーマニ (ミサイル艇)

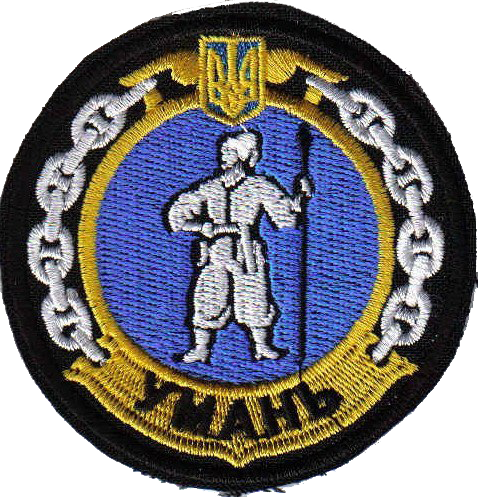

U152 ウーマニ(ウクライナ語: U152 Умань ウーマニ)は、ウクライナのミサイル艇(Ракетний катер)である。艇名は、同名の都市ウーマニに因む。

## 概要

### 建造
U152 ウーマニは、ソ連時代に206MR号計画「ヴィーフリ」型大型ミサイル艇の6番艇として建造された。建造時の名称はR-260(ロシア語: Р-260 エール・ドヴィェースチ・シヂスャート)で、スレドネ＝ネーフスキイ造船工場で起工された。1979年には竣工し、クリミア自治共和国チェルノモールスコエに本拠を置く黒海艦隊第296ミサイル艇旅団第41ミサイル艇戦隊に配属された。

### 独立ウクライナ
ソ連が崩壊すると、黒海艦隊に所属していた206MR型大型ミサイル艇の帰属はロシア海軍とウクライナ海軍の間で争われることになった。最終的に、R-260は1995年12月30日付けでロシア海軍を除籍となり、ウクライナ海軍へ編入された。1996年1月10日には、R-260は西ウクライナの都市に因んでU152 ウーマニと改称された。
その後、ウクライナ海軍では財政的な事情と艇自体の老朽化により206MR型ミサイル艇の退役を進めた。2007年現在、ウーマニは予備役に入れられており稼動状態にない。なお、ウーマニは2001年にグルジアに引き渡され、エドゥアルド・シェワルナゼ大統領に因んで改称されたという情報もあったが、2006年時点でセヴァストーポリに繋留されている写真が公開されており、その事実関係は断定できない。2011年に、船体の老朽化による浸水で沈没した。